# Квандт, Даниэль Готтлиб
Даниэль Готлиб Квандт (нем. Daniel Gottlieb Quandt; 12 ноября 1762, Лейпциг — 26 марта 1815, Прага) — немецкий актёр, театральный режиссёр и издатель театрального журнала.

## Биография
Даниэль Квандт родился в зажиточной лейпцигской семье. Его отец, Вильгельм Готлиб Квандт, умер до рождения сына, а мать затем повторно вышла замуж за торговца Кристиана Фридриха Веге. Даниэль с 1777 по 1782 год посещал гимназию для мальчиков («Фюрстеншуле») в Гримме, после чего четыре года продолжал учёбу в Лейпцигском университете, который окончил со степенью магистра философии.
Отдав науке год жизни после окончания университете, Квандт затем обратился к театральному ремеслу. Путешествуя по Германии со своей невестой, он в мае 1789 года посетил в Мангейме Августа Вильгельма Иффланда, который в свою очередь рекомендовал его директору ганноверского придворного театра Густаву Фридриху Гроссману. В труппе Гроссмана Квандт дебютировал в июле и вместе с ней отправился на гастроли по северной Германии. В 1791 году он короткое время пребывал в труппе Карла Генриха Бутенопа, а в 1792 году поступил в магдебургский театр Дёббелина, где в качестве тенора подвизался на характерных ролях стариков и любящих отцов.
Актёрское поприще, однако, не удовлетворяло Квандта в полной мере, и он мечтал о карьере независимого автора и режиссёра. В марте 1794 года он сменил Франца Антона фон Вебера на посту директора Байрейтской театральной труппы, получив привилегию на осуществление театральных постановок в княжестве Ансбах-Байрейт. Однако поскольку Квандт в своих режиссёрских планах не считался с затратами и пренебрегал финансовой дисциплиной, значительная сумма денег, унаследованная им от родителей, уже к концу 1795 года была растрачена, и актёры начали покидать труппу, что обернулось неудачей зимне-весеннего сезона 1795/1796 в Ансбахе.
В мае 1796 года Квандт опубликовал брошюру «Предварительные мысли о благотворном влиянии благонравного театра на вкусы и публичное просвещение» (нем. Vorläufige Ideen über den wohlthätigen Einfluß einer sittlichen Schaubühne auf Geschmack und Volksbildung), целью которой была главным образом борьба с предубеждениями относительно морального характера театральных постановок в Бамберге и Вюрцбурге. Одновременно он подготовил меморандум о внедрении качественного театрального репертуара во Франконии, в котором предлагалось разделить деятельность его театра между Ансбахом и Байрейтом с одной стороны и Бамбергом и Вюрцбургом — с другой. Эти планы, однако, остались неосуществлёнными, и вскоре Квандт был вынужден объявить о банкротстве и передать привилегию на осуществление театральных постановок другому директору, а в ноябре был арестован за долги.
Провал в качестве директора означал для Квандта возвращение к актёрской карьере. В следующие несколько лет он играл (снова в амплуа стариков и любящих отцов) в берлинском продворном театре, Лейпциге и Дрездене, а затем перебрался в Богемию, где был принят в труппу Отечественного театра в Праге, а с 1799 по 1801 год выступал с Сословным театром. Одновременно Квандт продолжал хлопотать о получении новых привилегий на театральные постановки в Бамберге и Вюрцбурге. В ряде случаев его петиции получали положительный ответ, но лицензии были временными, а финансовые возможности крайне скромными. Неудачной оказалась и попытка закрепиться в Нюрнбергском театре в 1803 году — Квандту пришлось свернуть представления всего через два месяца. В дальнейшем его труппа некоторое время выступала в Эрландене и Рандерсаккере, пока снова не обанкротилась осенью 1803 года. После этого Квандт снова подвизался как актёр сначала во Франкфурте-на-Майне, а с 1805 по 1807 год в Гамбургском театре. В последние годы выступлений он перешёл с теноровых на басовые партии.
В сезоне 1807/1808 года Квандт предпринял последнюю попытку в качестве импресарио. Он выступал с собственной труппой в Хамельне, затем в Бамберге возглавлял театр Генриха Куно, а затем снова как независимый директор давал представления в Майнингене и Айзенахе. Этот период в его карьере завершился в 1810 году, после чего Квандт осел в своём родном Лейпциге, став литератором. В 1811 году он начал издавать журнал Allgemeinen Deutschen Theater-Anzeiger (с нем. — «Общий немецкий театральный вестник»), который рассчитывал превратить в основное театральное издание в немецкоязычных княжествах. Когда в 1813 году Лейпциг оказался в эпицентре антинаполеоновской Освободительной войны, Квандт перебрался в Прагу, где продолжил издание «Вестника». В этот период журнал в основном освещал театральный репертуар Австрийской империи (прежде всего Сословного театра в Праге и Национального театра в Брюнне), а также содержал многочисленные теоретические статьи по драматургии, в том числе за авторством самого Квандта. Параллельно Квандт публиковался в ещё одном издании — Allgemeinen Ephemeriden der Litteratur und des Theaters. В этот период жизни он сильно нуждался в средствах и был вынужден постоянно выпрашивать деньги у директора пражского театра Либиха. Из-за болезни он ослеп на один глаз и в 1815 году умер, оставив вдове долги, которые той помогал выплатить Карл Мария фон Вебер.

## Литературное творчество
Квандт опубликовал ряд работ по теории театра, в том числе:
- Vorläufige Ideen über den wohlthätigen Einfluß einer sittlichen Schaubühne auf Geschmack und Volksbildung (Berlin, 1796)
- Vermächtniss eines alten Komödianten au seinen Sohn (Бреслау, 1799)
- Versuch durch ein psychologisch-aesthetisches Gemeinprincip für wahre Menschen-Darstellung auf der Bühne, den Beruf zu ihr aus ihren Forderungen herzuleiten (Нюрнберг, 1803).

В посвящённых ему биографических статьях Квандт невысоко оценивается как теоретик, хотя признаётся его хорошее знакомство с трудами Лессинга и Гердера. Он описывается как теоретик-энтузиаст, которому недоставало стройной абстрактной базы, его концепции называют расплывчатыми и неопределёнными.